# Lönnbock
Lönnbock (Leioderes kollari) är en skalbaggsart som beskrevs av Ludwig Redtenbacher 1849. Lönnbock ingår i släktet Leioderes och familjen långhorningar.
Artens utbredningsområde är:
- Frankrike.
- Ukraina.

Arten är reproducerande i Sverige. Inga underarter finns listade i Catalogue of Life.